# Kassina arboricola
Kassina arboricola es una especie de anfibios de la familia Hyperoliidae.
Habita en Costa de Marfil, Ghana y posiblemente Liberia.
Su hábitat natural incluye bosques tropicales o subtropicales secos y a baja altitud, marismas de agua dulce, corrientes intermitentes de agua dulce y zonas previamente boscosas ahora degradadas.
Está amenazada de extinción por la pérdida de su hábitat natural.